# Pentasulfuro de arsénico
El pentasulfuro de arsénico es un compuesto inorgánico formado por la combinación de  azufre y arsénico y de fórmula molecular As2S5.  Su nombre, de acuerdo con las recomendaciones de la IUPAC es pentasulfuro de diarsénico o también, sulfuro de arsénico(V) y en la nomenclatura tradicional se le conoce como sulfuro arsénico. Se presenta como un polvo cristalino de color anaranjado oscuro. Como muchos compuestos de arsénico, es tóxico y requiere una manipulación cuidadosa en condiciones controladas para evitar la exposición y la contaminación

## Usos
Los sulfuros de arsénico (V) han sido utilizados como pigmentos e intermedios químicos, aunque generalmente sólo tienen interés en los laboratorios académicos. 
El sulfuro de arsénico(V) es interesante sobre todo por sus propiedades químicas y sus posibles aplicaciones en diversos campos, como la ciencia de materiales, la química y, potencialmente, en tecnología de semiconductores o fotovoltaica. La investigación sobre compuestos de sulfuro de arsénico, incluido el sulfuro de arsénico(V), también explora su posible uso en materiales avanzados. Esto incluye aplicaciones en las que sus propiedades semiconductoras, ópticas o catalíticas podrían ser beneficiosas.

## Preparación
El pentasulfuro de arsénico se prepara por precipitación a partir de una solución ácida de sales solubles de As(V) mediante tratamiento con sulfuro de hidrógeno. También puede prepararse calentando una mezcla de arsénico y azufre en las proporciones adecuadas, extrayendo la masa fusionada con una solución de amoníaco y reprecipitando el pentasulfuro de arsénico a baja temperatura mediante la adición de ácido clorhídrico.

## Reacciones
El pentasulfuro de arsénico se hidroliza en agua hirviendo, dando ácido arsenioso y azufre:
{\displaystyle {\ce {As2S5 + 6H2O -> 2H3AsO3 + 2S + 3H2S}}}
Se oxida en el aire a temperaturas elevadas produciendo óxidos de arsénico, cuyos productos y rendimientos son variables. En soluciones de sulfuro de metal alcalino, el pentasulfuro de arsénico forma un anión tioarsenato, [AsS4] 3−, similar al ion arsenato, pero con átomos de azufre en lugar de oxígeno.